# Ukrajinski jezik
Ukrajinski jezik (ukr. украї́нська мо́ва, ukrayins'ka mova; ISO 639-3: ukr) je po broju govornika drugi slavenski jezik i pripada skupini istočnoslavenskih jezika. Njime se zna služiti između 47 i 60 milijuna ljudi širom svijeta. Ukrajinski jezik je službeni jezik Ukrajine i često se njime može sporazumjeti u svim postsovjetskim državama i istočnoj Poljskoj. 
Govoreći o istočnoslavenskim jezicima, potrebno je naglasiti da se standardni ukrajinski i bjeloruski jezik nešto više razlikuju od ruskog jezika (posebno u izgovoru), prije svega jer pripadaju starijoj Rutenskoj grupi istočnoslavenskih jezika, grupi koja je bila karakteristična za središnji prostor srednjovjekovne Kijevske Rusi. Ukrajinski jezik ima prepoznatljiv i jasan slavenski izgovor. 
Stručna istraživanja iz 1934. godine, u Parizu su predstavila ukrajinski jezik kao drugi najljepši u svijetu sudeći prema njegovoj melodičnosti, odmah iz talijanskog. Kada je u pitanju njegova fonetika, vokabular, frazeologija i znanstvena struktura, spada u treći najljepši jezik na svijetu, odmah iza francuskog i perzijskog jezika.

## Povijest ukrajinskog jezika
Pojedini znakovi u ukrajinskoj azbuci potječu čak iz brončanog doba, a na ukrajinsko pismo su u manjoj mjeri utjecali i Stari Grci. Kad je riječ o samom jeziku odnosno riječima, u njemu se susreću utjecaji različitih naroda između Skandinavije i Srednje Azije što je do određene mjere specifično za sve slavenske narode. 
Primjerice, ukrajinske riječi »šolom« (kaciga), »meč« (mač), ili »knjaz« (knez), potječu od Gota iz antičkog razdoblja koji su na prostoru Ukrajine imali višestoljetnu dominaciju, često i u savezništvu s lokalnim slavenskim plemenima. Riječi poput »balakaty« (čavrljati), »bazikaty« (lupetati) ili »mova« (jezik) dolaze od Skita.
Prema svemu sudeći, slavenski jezici poput ukrajinskog i njemu bližih, započeli su svoje formiranje pod snažnim utjecajem u interakciji baltskih te germanskih jezika (iz koji su među ostalima nastali i današnji litavski, latvijski i stari pruski jezik) s jezikom antičkih Kimerijaca koji pripada grupi iranskih jezika. Općenito, slavenski jezici apsorbirali su relativno puno fonetsko-morfoloških značajki, i usvojili su veliki broj riječi iz indoiranskih jezika. Ovdje treba napomenuti da riječ »iranski« nije povezana sa suvremenim Iranom koji je svoje ime stekao mnogo kasnije. Iranska plemena, uključujući i Perzijanci, naseljavali su se na području današnjeg Irana nakon što su se pojavili na ukrajinskom Dnjepru, gdje su vrlo vjerojatno bili autonomni. Riječ »Iran« kada su u pitanju antička plemena istovjetna je s riječju »Arijac«. Ali, opet treba naglasiti da riječ Arijci (drevni Iranci) nema veze s vrijednošću koju su toj riječi namijenili njemački nacisti stoljećima kasnije.
Generalno govoreći, ukrajinski jezik danas predstavlja sukladnog potomka kolokvijalnih staroslavenskih jezika kojima se pričalo u srednjovjekovnom Kijevu i bližoj okolici na prostoru Ukrajine od 10. do 13. stoljeća. U razdoblju prve ukrajinske državnosti ukrajinski jezik je imenovan staroruskim odnosno izvorno »ruskim« (ne modernim ruskim jezikom) ili prema latinskom »rutenskim« jezikom (u Hrvatskoj poznat i kao stari rusinski jezik) te je već tada imao svoj specifičan razvoj vezan za ukrajinsko podneblje. Pojednostavljeno rečeno: Ukrajinci (Rusiči-Rusini) su u srednjem vijeku govorili ukrajinskim (ruskim/rutenskim) jezikom koji često imenuju »staroukrajinskim«, a u hrvatskoj starim »rusinskim« (nije isti današnjem rusinskom jeziku). Ovi problemi oko naziva istog staroukrajinskog odnosno ukrajinskog jezika nastali su kao rezultat složene ukrajinske povijesti u kojoj su Ukrajinci (Rusiči-Rusini) radi dugotrajne okupacije njihove zemlje (ujedno kulturnih vrijednosti i identiteta) svojevoljno u 20. stoljeću prihvatili suvremeno alternativno ime odnosno etnonim.
Jezik se očuvao unatoč nekoliko razdoblja kroz koja je bio službeno zabranjivan od strane poljske i ruske vlasti, a za sovjetske vlasti je bio izložen jakoj rusifikaciji, pa su primjerice, ukrajinska vlastita imena u hrvatski jezik dolazila u ruskoj inačici. U Ruskom Carstvu ukrajinski jezik je predstavljao političku prijetnju te se uz zabranu propagirao kao »dijalekt ruskog jezika«. Ipak, razlike između ruskog i ukrajinskog jezika poprilično su velike i govornici tih jezika međusobno se ne mogu razumjeti, odnosno uglavnom će Ukrajinci razumjeti ruski jezik zato što je bio službeni.
Priznatost ukrajinskog jezika među stručnjacima u svijetu gdje je za svoju kvalitetu postigao iznimno treće mjesto, iza talijanskog i francuskog, natjerale su službenu sovjetsku politiku da tek deklarativno promjeni svoja posve antiukrajinska raspoloženja kada je u pitanju ukrajinski jezik. Po novome u sklopu sovjetske rusifikacijske politike ukrajinski jezik je propagiran kao »arhaičan jezik« (starinski jezik), u praksi češće kao »manje vrijedan« jezik iz ruralnih sredina, s obzirom na to da su ukrajinski gradovi već krajem 19. stoljeća bili uglavnom rusificirani. Iz istih razloga mnoge mlade generacije Ukrajinaca, učile su u školama i institucijama isključivo ruski jezik koji je bio služben i predstavljen kao internacionalan. To je također razlog da se ukrajinski jezik posebno očuvao kroz kulturnu tradiciju ruralnog stanovništva: folklorne pjesme, ugledne kompozitore i pisce.

## Perspektiva ukrajinskog jezika
Potpuno su razvijene sve jezične kategorije i potkategorije, stvorena je terminologija za gotovo sve znanosti. Službeni stil sposoban je pratiti sve sfere unutarnjega i međunarodnog političkog i društvenog života. Publicistički stil ima više nego stoljetnu povijest. Umjetnička djela stvorena na službenom ukrajinskom književnom jeziku pišu se već više od dvije stotine godina. Tijekom tog vremena nastala je velika literatura s dubokim tradicijama, stvorena su mnoga remek-djela kvalitetne književnosti u kojima je umjetnička riječ dosegla savršenstvo. Osim toga, na ukrajinski je prevedena cijela svjetska klasika, počevši od Homera. 
Ukrajinski jezik danas ponovno stječe ugled svjetskog slavenskog jezika i često se koristi u međunarodnim institucijama Europe i svjetskim organizacijama. U Hrvatskoj je za proučavanje ukrajinskog značajan rad hrvatske akademkinje Antice Menac, koja je u suautorstvu sa sveučilišnom profesoricom A. P. Koval sastavila Ukrajinsko-hrvatski i Hrvatsko-ukrajinski rječnik, za što je dobila Nagradu grada Zagreba 1981. godine. Djela ukrajinskih pisaca su s ukrajinskog na hrvatski prevodili Antica Menac, Đuro Vidmarović, Darija Pavlešen, Iva Lehunšek i ini.

## Osnovna narječja
U Ukrajini postoje tri glavna narječja: jugozapadno, jugoistočno i sjeverno. Ukrajinci iz dijaspore uglavnom se služe jugozapadnim dijalektom. U jugoistočnoj Ukrajini i na prostoru Ruske Federacije koja graniči s istočnom Ukrajinom, također je nazočna mješavina ukrajinskog i ruskog jezika poznata pod imenom suržik i balačka. Dok se suržikom koriste uglavnom stanovnici istočne Ukrajine (njih oko 20 posto), balačkom se koriste Ukrajinci u Ruskoj Federaciji, posebno na prostoru Kubana uz obalu Azovskog mora.
Sjeverno narječje ukrajinskog jezika dijeli se na ove govore: 
- zapadnopoleski govor (zapadno Polesje i Volinska)
- srednjopoleski govor (srednje Polesje, "desnoobalno")
- istočnopoleski govor (istočno Polesje, "lijevoobalno"), potječe od Poljani i Siverjana

Jugoistočno narječje ukrajinskog jezika dijeli se na ove govore: 
- srednjenaddniparski govor
- slobožanski govor
- stepski govor

Sjeverozapadno narječje ukrajinskog jezika dijeli se na ove govore: 
- volinski govor (Volinska)
- podolski govor (Podolje)
- naddnistarski govor (opoljski, galicijski)
- nadsanski govor (dolivski)
- pokutsko-bukovinski govor (nadprutski)
- huculski govor (istočnokarpatski)
- bojkovski govor (sjevernokarpatski, sjevernopodkarpatski)
- zakarpatski govor (srednjezakarpatski, podkarpatski, južnokarpatski)
- lemkovski govor (zapadnokarpatski)

## Ukrajinska azbuka
| А а | Б б | В в | Г г | Ґ ґ | Д д | Е е | Є є | Ж ж | З з | И и |
| І і | Ї ї | Й й | К к | Л л | М м | Н н | О о | П п | Р р | С с |
| Т т | У у | Ф ф | Х х | Ц ц | Ч ч | Ш ш | Щ щ | Ю ю | Я я | Ь ь |

- 1. Ve (в) gubi frikativna svojstva onda kada ga ne prati samoglasnik, i izgovara ga se približno kao "uv".
- 2. Ge (ґ) nije bio u službenoj uporabi u sovjetskoj Ukrajini nakon 1933., pa se događa da ga nema u pojedinim računalnim fontovima i kôdnim tablicama.
- 3. Meki znak (ь): 
  - Meki znak se ne smatra slovom, nego pravopisnim znakom, koji mijenja svojstva prethodnog znaka. Pokaziva umekšanje suglasnika, onda kada ga ne prati umekšavajući samoglasnik.
  - Meki znak je stavljen na novi položaj, ispred slova ю. Djelo je to akademika L. M. Ivanenka s Gluškovljeva instituta za kibernetiku, zadnju godinu pred ukrajinsko osamostaljenje (1990. – 1991.). To je učinjeno za riješiti probleme s razvrstavanjem ruskih, ukrajinskih i bjeloruskih azbuka u MS-DOS-u.
- 4. Izostavnik (') pokaziva da suglasnik prije mekog samoglasnika nije palataliziran, što bi inače bio slučaj.

## Prijeslov s ukrajinske ćirilice
| А а                 | A a               |
| Б б                 | B b               |
| В в                 | V v               |
| Г г                 | H h               |
| Ґ ґ                 | G g               |
| Д д                 | D d               |
| Е е                 | E e               |
| Є є                 | Je je             |
| Ж ж                 | Ž ž               |
| З з                 | Z z               |
| И и                 | Y y               |
| I i                 | І і               |
| Ї ї                 | Ji ji             |
| Й й                 | J j               |
| К к                 | K k               |
| Л л                 | L l               |
| М м                 | M m               |
| Н н                 | N n               |
| О о                 | O o               |
| П п                 | P p               |
| Р р                 | R r               |
| С с                 | S s               |
| Т т                 | T t               |
| У у                 | U u               |
| Ф ф                 | F f               |
| Х х                 | H h (Kh kh)       |
| Ц ц                 | C c               |
| Ч ч                 | Č č               |
| Ш ш                 | Š š               |
| Щ щ                 | Šč šč             |
| Ю ю                 | Ju ju             |
| Я я                 | Ja ja             |
| Ь ь                 | ' (apostrof)      |
| Ukrajinska ćirilica | Hrvatska latinica |

## Rječnik

### Dani u tjednu
| hrvatski    | ukrajinski (ćirilica) | ukrajinski (prijeslov) |
| ----------- | --------------------- | ---------------------- |
| ponedjeljak | Понеділок             | ponedilok              |
| utorak      | Вівторок              | vivtorok               |
| srijeda     | Середа                | sereda                 |
| četvrtak    | Четвер                | četver                 |
| petak       | П'ятниця              | p'jatnyća              |
| subota      | Субота                | subota                 |
| nedjelja    | Неділя                | nedilja                |

### Mjeseci u godini
| hrvatski | ukrajinski (ćirilica) | ukrajinski (prijeslov) |
| -------- | --------------------- | ---------------------- |
| siječanj | січень                | sičenj                 |
| veljača  | Лютий                 | ljutyj                 |
| ožujak   | березень              | berezenj               |
| travanj  | квітень               | kvitenj                |
| svibanj  | травень               | travenj                |
| lipanj   | червень               | červenj                |
| srpanj   | липень                | lypenj                 |
| kolovoz  | cерпень               | serpenj                |
| rujan    | вересень              | veresenj               |
| listopad | жовтень               | žovtenj                |
| studeni  | листопад              | lystopad               |
| prosinac | грудень               | hrudenj                |

## Unutranje poveznice
- Wikipedija na ukrajinskom jeziku

## Vanjske poveznice
- Ethnologue (14th)
- Ethnologue (15th)
- Ethnologue (16th)
- Matica hrvatska - Vijenac: Babyn Jar – stari i novi prijepori (o ukrajinskim imenima i preslovljavanju na latinicu u hrvatskom jeziku)  Arhivirana inačica izvorne stranice od 4. studenoga 2007. (Wayback Machine)
- Filozofski fakultet u Zagrebu; Ukrajinistika; Doc.datoteka  Arhivirana inačica izvorne stranice od 8. listopada 2010. (Wayback Machine)